# ایکینجی یشمه
ایکینجی یشمه (به لاتین: İkinci Yaşma) یک منطقه مسکونی در جمهوری آذربایجان است که در شهرستان خیزی واقع شده‌است.